# Maria Regina Korzeniowska
Maria Regina Korzeniowska (ur. 1793 w Bochennikach, powiat winnicki, Podole, zm. 17 października 1874 we Lwowie) - właścicielka ziemska, historyk. 
Wspólnie z Joachimem Lelewelem wydała kilka prac z zakresu historii Polski:
- Atlas historyczny, genealogiczny, chronologiczny i geograficzny Polski, Warszawa 1831,
- Génealogija Królów polskich, Wilno 1839,
- Genealogiczny obraz monarchów polskich, 1845.

Bratem Marii Reginy był Onufry Korzeniowski (1809-1868), uczestnik powstania listopadowego, emigrant.